# مالكوم مارغولين
مالكوم مارغولين (بالإنجليزية: Malcolm Margolin)‏ هو كاتب أمريكي، ولد في 27 أكتوبر 1940 في بوسطن في الولايات المتحدة.

## وصلات خارجية
- مالكوم مارغولين على موقع ميوزك برينز (الإنجليزية)
- مالكوم مارغولين على موقع ديسكوغز (الإنجليزية)